# 55 Armia (ZSRR)
55 Armia (ros. 55-я армия) – związek operacyjny Armii Czerwonej w czasie II wojny światowej, walczyła głównie w obronie Leningradu.

## Formowanie i działania bojowe
Została sformowana pod koniec sierpnia 1941 na Froncie Leningradzkim. Początkowo obejmowała 70, 90, 168, 237 Dywizję Strzelecką, 1 i 4 Dywizję Pospolitego Ruszenia, 2 Pułk Strzelecki, Słucko-Kołpiński Rejon Umocniony, jednostki lotnictwa, pancerne, artylerii i inne. 
Po sformowaniu broniła południowych podejść do Leningradu. Od października 1941 do lutego 1943 prowadziła szereg operacji zaczepnych w celu poprawy swojej pozycji operacyjnej i ograniczenia sił wroga. Następnie, do grudnia 1943, jednostki armii walczyły na osiągniętych rubieżach. W czasie operacji krasnoborskiej jej jednostki brały udział m.in. w walkach przeciw 250 hiszpańskiej dywizji ochotniczej, przełamując jej obronę i zadając jej znaczne straty. W walkach tych wyróżniła się 63 Gwardyjska Dywizja Piechoty i 31 Gwardyjski Pułk Pancerny mający na wyposarzeniu czołgi KW-1. Pod koniec grudnia 1943 armia została połączona z 67 Armią. 

## Dowódcy armii
- gen. mjr wojsk panc. Iwan Łazariew (01.09.1941 - 17.11.1941);
- gen. mjr artylerii Władimir Swiridow (17.11.1941 - 30.08.1943)[2].

## Struktura organizacyjna
- 70 Dywizja Piechoty
- 90 Dywizja Piechoty
- 168 Dywizja Piechoty
- 237 Dywizja Piechoty
- 1 Dywizja Milicji Ludowej Leningradu
- 4 Dywizja Milicji Ludowej Leningradu[3].